# فرانسيس قاي
فرانسيس قاي (بالإنجليزية: Frances Guy)‏ هي دبلوماسية بريطانية، ولدت في 1 فبراير 1959.